# پابزرگ پشته‌ساز
پابزرگ پشته‌ساز (نام علمی: Megapodius molistructor) نام یک گونه از تیره مرغ پابزرگ است.